# Скибінський Рудольф
Рудольф Миколайович Скибінський (5 червня 1886, с. Денисів, Королівство Галичини і Володимирії, Австро-Угорщина , нині Тернопільського району  — 3 квітня 1966, Львів) — делегат УНРади ЗУНР, редактор газет «Голос Прикарпаття» та «Червоний прапор», доцент, доктор права (1925).

## Життєпис
Навчався у ґімназії м. Тернопіль. Закінчив Львівський університет (1908). Від 1911 року працював адвокатом у Дрогобичі.
Від січня 1919 року делегат УНРади ЗУНР (від УСДП). Від 1923 року адвокат у Дрогобичі, редактор газети «Голос Прикарпаття». Співредактор селянської газети «Червоний прапор» (м. Тернопіль).
1932—1937 роки адвокат у Борщеві, 1937—1957 роки (крім 1939—1945) адвокат у Львові. Доцент Львівського університету.
Автор статей, оповідань, збірки «З моїх спогадів» (1913).
Помер у Львові, похований на Личаківському цвинтарі, поле № 5.

## Джерело
- Павлишин О. Скибінський Рудольф Миколайович  // Західно-Українська Народна Республіка 1918-1923. Енциклопедія. Т. 3: П - С. Івано-Франківськ: Манускрипт-Львів, 2020. С. 444. ISBN 978-966-2067-65-1
- Павлишин О., Пиндус Б. Скибінський Рудольф // Тернопільський енциклопедичний словник : у 4 т. / редкол.: Г. Яворський та ін. — Тернопіль : Видавничо-поліграфічний комбінат «Збруч», 2008. — Т. 3 : П — Я. — С. 563. — ISBN 978-966-528-279-2.